# Морозов, Александр Олегович
Александр Олегович Морозов (род. 1 января 1959, Москва) — советский и российский журналист, политолог, общественный деятель. В 2011—2015 годах — главный редактор «Русского журнала», директор Центра медиаисследований УНИК. В 2008—2013 постоянный автор Slon.ru, Colta.ru, Forbes, OpenSpace.ru, публиковался также в «Газете.ру», «Ведомостях», «Свободной прессе», «Русском журнале», журналах «Континент», «Пушкин» и других.

## Биография
Родился в Москве 1 января 1959 года. В 1977 году поступил на факультет журналистики МГУ им. М. В. Ломоносова, но не окончив его, стал учиться на философском факультете того же университета. Окончил философский факультет МГУ им. М. В. Ломоносова в 1984 году. Как журналист начинал в клубе «Алый парус» при «Комсомольской правде» (1976). В дальнейшем работал внештатным корреспондентом «Комсомольской правды», младшим редактором философской редакции Издательства МГУ имени Ломоносова, в «Учительской газете» и «Пионерской правде». 
В 1986 году был арестован по обвинению в тунеядстве в связи с неофициальном трудоустройством, за что был подвергнут году принудительного труда в переплётном цехе типографии «Молодая гвардия».
В 1987—1989 году издавал эссеистический самиздатский литературный журнал «Параграф» при клубе поэтов им. Рокуэлла Кента Московского инженерно-физического института. Участвовал в демдвижении.
В 1989—90 гг. — редактор службы новостей «неформального движения» в центре Вячеслава Игрунова Московское бюро информационного обмена (М-БИО), руководитель московского корпункта латвийской газеты «Атмода», член клуба «Московская трибуна». Участник всероссийских конференций редакторов самиздата.
Был редактором газеты Государственной Думы «Кворум». 
Принимал участие в создании агентства религиозных новостей «Метафразис» (1995), интернет-журнала «Новая политика» (2004), «Гефтер.ру» (2012).
В 2001–2003 годах ответственный секретарь официального издания Русской Православной Церкви — газеты «Церковный вестник».
В 2003–2007 годах работал в руководстве аппарата Российской партии жизни, а затем «Справедливой России».
С августа 2011 года по апрель 2015 года — главный редактор «Русского журнала». С 2010 года — директор Центра медиаисследований Института истории культур (УНИК).
Организатор московского клуба блогеров им. Иммануила Канта (2009—2011).
В 2014—2015 — преподаватель Института русской культуры имени Юрия Лотмана в Рурском университете (Бохум, Германия). В 2015—2016 — сотрудник Deutsche Welle. Преподает в Карловом университете (Прага, Чехия). Сотрудничал с Академическим центром по изучению России имени Бориса Немцова в Карловом Университете (Прага, Чехия).
С 2013 года проживает в Чехии.
17 ноября 2023 года Министерством юстиции России внесён в список физических лиц — «иностранных агентов».

## Общественная позиция
В феврале 2022 подписал открытое письмо российских учёных и научных журналистов с осуждением вторжения России на Украину и призывом вывести российские войска с украинской территории.